# Stemă

Stema Regatului României, varianta mare

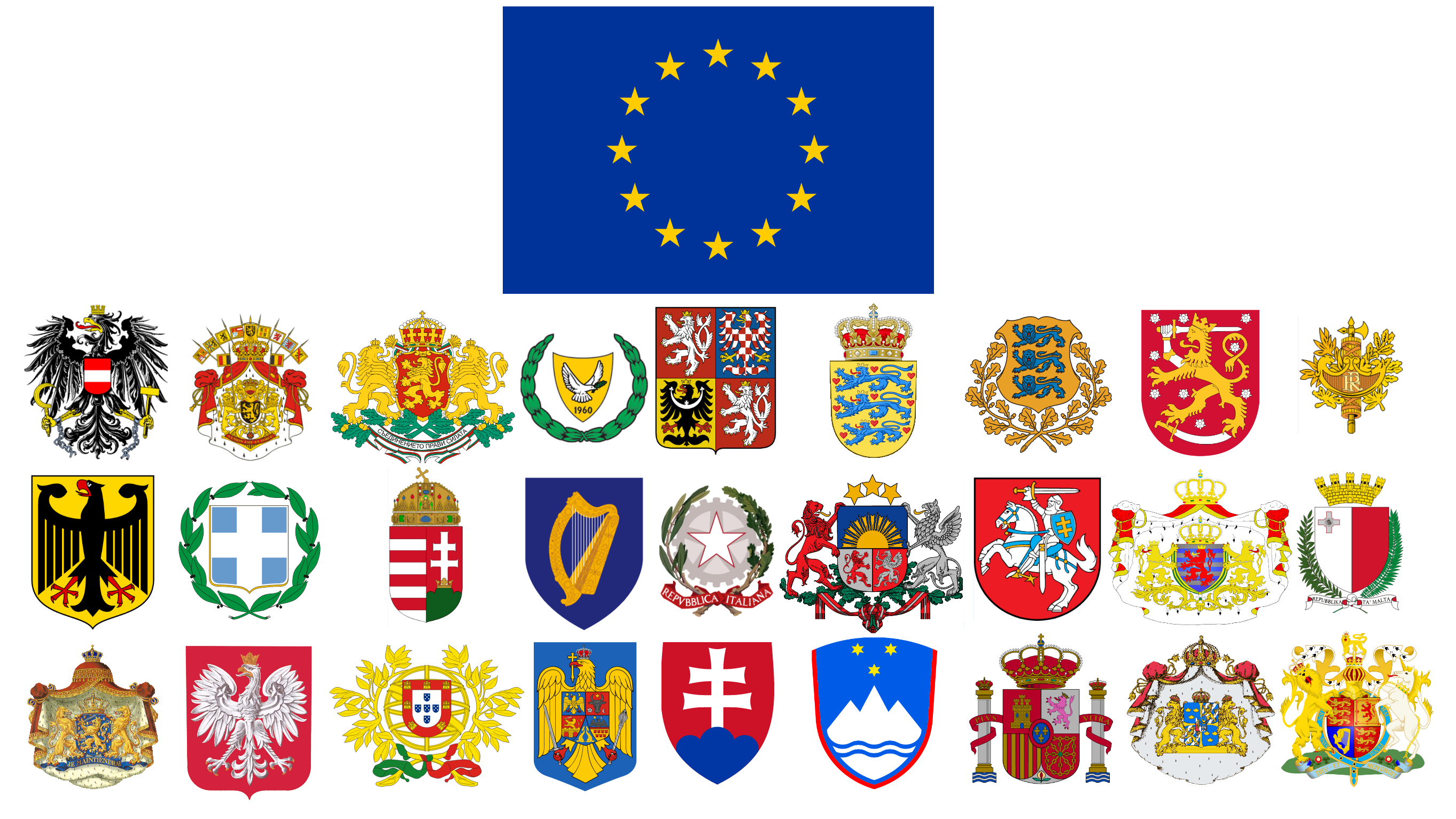
Stemele statelor membre ale Uniunii Europene

Stemă (sin. blazon, emblemă, herb, scut (rar folosit; sens impropriu)) reprezintă ansamblul semnelor distinctive și simbolice care alcătuiesc blazonul unei persoane, instituții, localități, provincii sau unui stat exprimând atributele și/sau elementele ce privesc istoria sau originea.
Stema este un semn convențional distinctiv, caracteristic și simbolic, al unei țări, al unui oraș, al unei dinastii etc. (În expresie) E cu stemă în frunte = (despre oameni) a fi (sau a se crede) mai deosebit, mai grozav decât alții.
Conform științei heraldice o stemă se compune din următoarele categorii de elemente: scut, figurile heraldice și elementele exterioare ale scutului.

## Stemele statelor Uniunii Europene

Stema Austriei
Stema Belgiei
Stema Bulgariei
Stema Croatiei
Stema Ciprului
Stema Cehiei
Stema Danemarcei
Stema Estoniei
Stema Finlandei
Stema Franței
Stema Germaniei
Stema Greciei
Stema Irlandei
Stema Italiei
Stema Letoniei
Stema Lituaniei
Stema Luxemburgului
Stema Maltei
Stema Marii Britanii
Stema Olandei
Stema Poloniei
Stema Portugaliei
Stema României
Stema Slovaciei
Stema Sloveniei
Stema Spaniei
Stema Suediei
Stema Ungariei